# آماندا ریسون
آماندا ریسون (به انگلیسی: Amanda Reason) (زادهٔ ۲۲ اوت ۱۹۹۳) شناگر اهل کانادا است.